# Eduardo Fajardo
Eduardo Fajardo (castellà: Eduardo Martínez Fajardo)  (Meis, 14 d'agost de 1924 - Ciutat de Mèxic, 4 de juliol de 2019) nom artístic d'Eduardo Martínez Fajardo va ser un actor espanyol.

## Biografia
Als vuit dies de vida, els seus pares es traslladen a La Rioja, la seva infància transcorrerà a Haro, d'on confessarà sentir-se natural; sent encara adolescent es trasllada a Santander, on estudia el Batxillerat. En 1942, comença la seva carrera interpretativa, iniciant-se com a actor de doblatge, labor que desenvolupa fins a 1946 a Madrid com a Barcelona; va arribar a doblar a Orson Welles en Othello (1951), i en els crèdits inicials apareix el nom d'Eduardo Fajardo (fet insòlit en el món del doblatge). A més, va doblar a John Wayne, Clark Gable… Encara que la majoria dels seus doblatges han estat redoblats i és complicat escoltar-los.
Amb Cifesa va signar un contracte com a actor exclusiu per diversos anys per als seus grans èxits; debuta al cinema amb la pel·lícula Héroes del 95, de Raúl Alfonso (1947), inaugurant d'aquesta manera una de les filmografies més inflades del cinema espanyol, que arriba a superar els 180 títols.
La seva carrera cinematogràfica, en una primera etapa va estar limitada a papers secundaris en pel·lícules que sí que van aconseguir un cert relleu en la seva època com Locura de amor (1948), de Juan de Orduña, Balarrasa (1950), de José Antonio Nieves Conde o Alba de América (1951), de Juan de Orduña.
En 1953 es trasllada a Mèxic on va residir durant vint anys. Allí compagina la seva participació al cinema d'aquell país amb aparicions televisives; entre elles Tehuantepec de Miguel Contreras Torres (1954), Tizoc: Amor indio d'Ismael Rodríguez Ruelas (1957). AAl seu retorn a Espanya represa la seva carrera cinematogràfica amb una frenètica activitat que li porta a rodar una mitjana de quinze títols anuals en els quals abunden els papers de vilà en Spaghetti western com Gli eroi di Fort Worth (1965) de Martin Herbert o Django (1966) de Sergio Corbucci.
En els seus últims anys d'activitat professional, va compaginar el cinema i el doblatge amb aparicions en televisió (La barraca, 1979; Los gozos y las sombras, 1982; Tristeza de amor, 1986) i teatre, en el qual va passar de l'actuació (Cándida, 1985), a la direcció, amb el projecte Teatre sense barreres per a persones amb discapacitat, del qual va ser responsable des de 2002. En aquesta última dècada se li va poder veure en homenatges a companys en festivals de cinema i teatre.
Va treballar en 183 pel·lícules, 75 obres de teatre i unes 2000 intervencions en la televisió d'Espanya i Mèxic, a més d'intervenir en produccions d'Itàlia, Alemanya, França, Gran Bretanya i els Estats Units.
Es va establir en Almeria durant els últims 25 anys, residint en diferents llocs de la província. Va arribar a rodar tretze pel·lícules en Almeria, totes elles pertanyents al gènere spaguetti western. A causa de la seva vinculació amb la província, de la qual afirmava que s'havia enamorat, en 2016, va revelar que donaria els seus records al poble d'Almeria, amb la intenció de crear un museu del cinema.
Va morir a Mèxic a les 20.00 hores (hora de Mèxic) del 3 de juliol de 2019.

## Vida personal
Fajardo es va casar en tres ocasions. En 1948 va contreure matrimoni a la ciutat de Madrid amb una jove de La Corunya de nom Margarita Rodríguez Zapata, amb qui tindria al seu fill primogènit, Eduardo Martínez Rodríguez. Després d'acabar la seva relació amb Margarita Rodríguez i embarcar-se a Amèrica per a continuar amb la seva carrera com a actor s Mèxic, va iniciar una breu relació amb l'actriu Carmelita González, producte de la qual va tenir dos fills de nom José Antonio i Paloma del Rocío.
Per a 1961 decideix tornar-se a casar amb una jove de Ciutat de Mèxic de nom María de Lourdes Steffan Esperón, amb qui va tenir als seus fills Dulce Corazón de María, Estrella de María, Alma Rosa i Dusko, i a qui sempre descriuria com l'amor de la seva vida.

## Reconeixements
Al llarg de la seva carrera va rebre més de cinquanta guardons, entre ells un reconeixement de l'ajuntament d'Haro i el de fill predilecte de Meis. A Almeria, a causa de la seva vinculació a aquesta, se li va atorgar la "Medalla de la Cultura de la província" i el premi "Almería terra de cinema", també en 2012 va ser obsequiat amb l'estrella de "Almeria Western Museu". Va ser el primer homenatjat del 'Passeig de les Estrelles d'Almeria', al costat del Teatre Cervantes, on el va inaugurar amb la seva estrella.

## Anècdotes
Durant l'època més prolífica del Spaghetti Western, van arribar a rodar-se a Almeria fins a quinze pel·lícules simultànies. Ell, en algunes ocasions rodava dos films simultàniament, per la qual cosa a vegades es va confondre dirigint-se al plató equivocat. El 90 % dels papers de la seva carrera van ser de vilà, però ell sempre va afirmar que va anhelar haver actuat de galant.

## Filmografia
| Any  | Pel·lícula                                    | Personatge                                             |
| ---- | --------------------------------------------- | ------------------------------------------------------ |
| 1947 | Héroes del 95                                 | Enrique de Mendoza                                     |
| 1947 | Dulcinea                                      | Ginés de la Hera                                       |
| 1947 | La Nao Capitana                               | Soldat                                                 |
| 1947 | La dama del armiño                            | Don Luis Tristán                                       |
| 1947 | La princesa de los Ursinos                    | Capità emissari                                        |
| 1947 | Fuenteovejuna                                 | Soldat                                                 |
| 1947 | 2 cuentos para 2                              | Franklin Perry                                         |
| 1947 | Don Quijote de la Mnacha                      | Don Fernando                                           |
| 1948 | Amanhã                                        | Capità                                                 |
| 1948 | Locura de amor                                | Diego López Pacheco y Portocarrero, marqués de Villena |
| 1948 | Mare Nostrum                                  | Capità                                                 |
| 1949 | El capitán de Loyola                          |                                                        |
| 1949 | Currito de la Cruz                            | Home a la plaça de toros                               |
| 1949 | Noche de Reyes                                |                                                        |
| 1949 | Una mujer cualquiera                          | Ricardo                                                |
| 1949 | La duquesa de Benamejí                        | Carlos, marqués de Miraflores                          |
| 1949 | ¡El santuario no se rinde!                    | Teniente Ramos                                         |
| 1949 | Paz                                           | Veu a ràdio                                            |
| 1949 | El sótano                                     | Juan Bell                                              |
| 1950 | Tempestad en el alma                          |                                                        |
| 1950 | De mujer a mujer                              | Luis                                                   |
| 1950 | Agustina de Aragón                            | Luis Montana                                           |
| 1950 | Tres ladrones en la casa                      | Felipe                                                 |
| 1950 | Vendaval                                      | Coronel Puig Moltó                                     |
| 1951 | Balarrasa                                     | Mario Santos                                           |
| 1951 | La leona de Castilla                          | Tovar                                                  |
| 1951 | Alba de América                               | Gastón                                                 |
| 1952 | Cerca de la ciudad                            | Antonio                                                |
| 1952 | Gloria Mairena                                | Paulino Céspedes                                       |
| 1953 | El curioso impertinente                       | Bocaccio                                               |
| 1953 | Aeropuerto                                    | Espectador                                             |
| 1954 | La intrusa                                    | Raúl Gómez de Fonseca                                  |
| 1954 | Tehuantepec                                   |                                                        |
| 1955 | La engañadora                                 |                                                        |
| 1956 | Orgullo de mujer                              | Ramón Durán                                            |
| 1957 | Tizoc: Amor indio                             | Arturo                                                 |
| 1957 | La ciudad de los niños                        | Jaime Andrade                                          |
| 1957 | Las últimas banderas                          |                                                        |
| 1958 | Escuela de rateros                            | Eduardo                                                |
| 1960 | Macario (pel·lícula)                          | Virrey                                                 |
| 1960 | La Llorona                                    | Don Nuño de Montes Claros                              |
| 1961 | Ánimas Trujano                                | El Español                                             |
| 1963 | Los invisibles                                | Lladre de joies                                        |
| 1964 | Las hijas del Zorro                           |                                                        |
| 1964 | Canción del alma                              | Alejandro                                              |
| 1964 | Los invencibles                               |                                                        |
| 1965 | Dos toreros de aúpa                           | Inspector N.B.                                         |
| 1965 | Erik il vichingo                              | Olaf                                                   |
| 1965 | Gli eroi di Fort Worth                        | Coronel George Bonnet                                  |
| 1965 | Una tumba para el sheriff                     | Russell Murdock                                        |
| 1966 | Ringo’s Big Night                             | Joseph Finley                                          |
| 1966 | La ciudad no es para mí                       | Dr. Agustín Valverde fill                              |
| 1966 | Django                                        | Mayor Jackson                                          |
| 1966 | Agente 3S3: Masacre in the Sun                | Profesor Theodore Karleston                            |
| 1966 | Pas de panique                                | Lorenzaccio                                            |
| 1966 | Missione apocalisse                           | Axel                                                   |
| 1966 | Los cuatro salvajes                           | Tim                                                    |
| 1966 | Siete espías en la trampa                     | Coronel Von Rittenau                                   |
| 1966 | El aventurero de Guaynas                      |                                                        |
| 1967 | Master Stroke                                 | Mr. Ferrington                                         |
| 1967 | Argoman the Fantastic Superman                | Shandra                                                |
| 1967 | Seven Pistols for a Massacre                  | Tilly                                                  |
| 1967 | Come rubare un quintale di diamanti in Russia | General Poniatowski                                    |
| 1967 | Il tempo degli avvoltoi                       | Don Jaime Mendoza                                      |
| 1967 | Gentleman Killer                              | Coronel Fernando Ferreras                              |
| 1968 | Winchester, uno entre mil                     | Sam Ringold                                            |
| 1968 | Cover Girl                                    | Maurice Behar                                          |
| 1968 | El sabor del odio                             | Chavel                                                 |
| 1968 | Los flamencos                                 | Kuis                                                   |
| 1968 | Go for Broke                                  | Paco Núñez                                             |
| 1968 | Un golpe de mil millones                      | Teopulos                                               |
| 1968 | Uno a uno, sin piedad                         | Sheriff Lyman                                          |
| 1968 | Salario para matar                            | Alfonso García                                         |
| 1968 | No le busques tres pies…                      | Juan                                                   |
| 1969 | Tiempos de Chicago                            | Capità Harper                                          |
| 1969 | Pagó cara su muerte                           | Trevor                                                 |
| 1969 | América rugiente                              | Sir Louis Baymond                                      |
| 1969 | El taxi de los conflictos                     | Comissari Diéguez                                      |
| 1969 | Sharon vestida de rojo                        | Matthews                                               |
| 1969 | Eagles Over London                            | Oficial alemany                                        |
| 1969 | ¡Viva América!                                | Dick O’Connor                                          |
| 1969 | Cuatro noches de boda                         | Miguel                                                 |
| 1969 | Las nenas de mini-mini                        | Pare de Chalo                                          |
| 1969 | Homicidios en Chicago                         | Arthur                                                 |
| 1969 | El perfil de Satanás                          | Staub                                                  |
| 1970 | El mesón del gitano                           | Jaime                                                  |
| 1970 | Os cinco Avisos de Satanás                    | Leonardo                                               |
| 1970 | Shango                                        | Major Droster                                          |
| 1970 | Helena y Fernanda                             |                                                        |
| 1970 | ¿Quién soy yo?                                | General Varclano                                       |
| 1970 | Viva Cangaceiro                               | Governador Branco                                      |
| 1970 | Il tuo dolce corpo da uccidere                | Franz Adler                                            |
| 1970 | Reza por tu alma…y muere                      | Mangosta                                               |
| 1970 | Apocalypse Joe                                | Berg                                                   |
| 1970 | Los compañeros                                | Coronel                                                |
| 1970 | Trasplante de un cerebro                      | Clifton Reynolds                                       |
| 1971 | La araucana                                   | Virrey Lagasca                                         |
| 1971 | El sol bajo la tierra                         | Redfield                                               |
| 1971 | Il lungo giorno della violenza                | Juan Cisneros “Malpelo”                                |
| 1971 | El hombre de Río Malo                         | General Duarte                                         |
| 1971 | Delirios de grandeza                          | Un gran d’Espanya                                      |
| 1971 | Viva la muerte… tuya                          | General Huerta                                         |
| 1972 | The Two Faces of Fear                         | Luisi                                                  |
| 1972 | La mansión de la niebla                       | Mr. Tremont                                            |
| 1972 | Los hijos del día y de la noche               | Don García Moreno                                      |
| 1972 | Il coltello di ghiaccio                       | Marcos                                                 |
| 1972 | Fuenteovejuna                                 |                                                        |
| 1972 | Tedeum (pel·lícula)                           | Grant                                                  |
| 1972 | ¿Qué nos importa la revolución?               | Herrero                                                |
| 1973 | La redada                                     | El Conde                                               |
| 1973 | The Scarlet Letter (pel·lícula de 1973)       |                                                        |
| 1973 | The Killer with a Thousand Eyes               | Costa                                                  |
| 1973 | No es bueno que el hombre esté solo           | Don Alfonso                                            |
| 1973 | Uno, dos, tres…dispara otra vez               | Cogan                                                  |
| 1973 | The Lonely Women                              | Advocat                                                |
| 1973 | Ajuste de cuentas                             | Cyrano                                                 |
| 1973 | Counselor at Crime                            | Calogero Vezza                                         |
| 1973 | Yankee Dudler                                 | Henry                                                  |
| 1973 | The Three Musketeers of the West              | Horatio Maurice Deluc                                  |
| 1973 | Lisa e il diavolo                             | Francis Lehar                                          |
| 1973 | La hiena                                      | Capità Steven (Telenovel·la)                           |
| 1974 | Una chica y un señor                          | Metge                                                  |
| 1974 | El último viaje                               | Comissari Mendoza                                      |
| 1974 | ¿…Y el prójimo?                               | Vicente                                                |
| 1974 | Los cuatro mosqueteros                        |                                                        |
| 1974 | Siete chacales                                |                                                        |
| 1974 | El último proceso en París                    | Mr. Dupont                                             |
| 1975 | The Killer Must Kill Again                    | Inspector                                              |
| 1975 | Evil Eye                                      | Walter                                                 |
| 1975 | La cruz del diablo                            | Enrique Carrillo                                       |
| 1975 | Das Tal der tanzenden Witwen                  | Dynamite Dick                                          |
| 1975 | Simón y Mateo                                 | Monsieur Le Renard                                     |
| 1975 | Juego sucio en Panamá                         | Edward                                                 |
| 1975 | Los adolescentes                              | El pare d’Ana                                          |
| 1975 | Docteur Justice                               | Dr. Alveiro                                            |
| 1975 | El socarrón                                   |                                                        |
| 1976 | Guapa, rica y…especial                        | Don Arístedes                                          |
| 1976 | La ragazza dalla pelle di corallo             | Barrymore                                              |
| 1976 | Storia di arcieri, pugni e occhi neri         | Baró/duc de Sherwood                                   |
| 1976 | Lucecita                                      |                                                        |
| 1977 | Las marginadas                                | Don Fernando                                           |
| 1977 | La llamada del sexo                           | Sr. Montero                                            |
| 1977 | El despertar de los sentidos                  | Juan                                                   |
| 1978 | Espectro (Más allá del fin del mundo)         | Professor Antón del Valle                              |
| 1978 | Venus de fuego                                | Pare d’Alberto                                         |
| 1979 | Polvos mágicos                                | Leandro                                                |
| 1979 | The Shark Hunter                              | Capità Gómez                                           |
| 1980 | Tres mujeres de hoy                           | Rafael                                                 |
| 1980 | La invasión de los zombies atómicos           | Dr. Kramer                                             |
| 1980 | El niño de su mamá                            | Enrique                                                |
| 1981 | Buitres sobre la ciudad                       | Bonardis                                               |
| 1981 | Asalto al casino                              | Director de Seguretat                                  |
| 1982 | El lago de las vírgenes                       | Sebastián                                              |
| 1982 | Oasis of the Zombies                          | Coronel Kurt Meitzell                                  |
| 1982 | La vida, el amor y la muerte                  |                                                        |
| 1982 | Vatican Conspiracy                            | Rettore                                                |
| 1983 | Pájaros de ciudad                             |                                                        |
| 1983 | Hundra                                        | Chieftain                                              |
| 1983 | Exterminators of the Year 3000                | Senador                                                |
| 1984 | Yellow Hair and the Fortress of Gold          | El hombre que sabe                                     |
| 1985 | Café, coca y puro                             | Oncle de Pablo                                         |
| 1985 | Bangkok, cita con la muerte                   | Flanagan                                               |
| 1986 | Mordiendo la vida                             | Don Ricardo                                            |
| 1987 | Esto es un atraco                             | Ramón                                                  |
| 1988 | Fratello dello spazio                         | General Bradley                                        |